# Włoska Formuła 3000 Sezon 2000
Włoska Formuła 3000 Sezon 2000 – drugi sezon w historii tej serii. Sezon rozpoczął się 2 kwietnia podczas wyścigu na torze ACI Vallelunga Circuit we Włoszech, a zakończył 22 października na hiszpańskim torze Misano. Tytuł w klasyfikacji głównej zdobył Brazylijczyk Ricardo Sperafico, a w klasyfikacji zespołów holenderska ekipa Arden Team Russia.

## Kalendarz wyścigów
| Wyścig | Tor            | Data            | Okrążeń                            | Dystans                            | Czas wyścigu                       | Szybkość                           | Zwycięzca         | Pole position     | Najszybsze okrążenie |
| ------ | -------------- | --------------- | ---------------------------------- | ---------------------------------- | ---------------------------------- | ---------------------------------- | ----------------- | ----------------- | -------------------- |
| 1      | Vallelunga     | 2 kwietnia      | 32                                 | 3.228=103.296 km                   | 0′38:37.486                        | 160.462 km/h                       | Gabriele Lancieri | Andrej Pavicevic  | Gabriele Lancieri    |
| 2      | Mugello        | 16 kwietnia     | 20                                 | 5.245=104.9 km                     | 0′38:34.389                        | 163.170 km/h                       | Ricardo Sperafico | Ricardo Sperafico | Ricardo Sperafico    |
| 3      | Imola          | 14 maja         | 21                                 | 4.933=103.593 km                   | 0′35:43.155                        | 174.012 km/h                       | Warren Hughes     | Warren Hughes     | Warren Hughes        |
| 4      | Monza          | 25 czerwca      | 18                                 | 5.793=104.274 km                   | 0′30:12.705                        | 207.086 km/h                       | Warren Hughes     | Rodrigo Sperafico | Warren Hughes        |
| 5      | Vallelunga     | 23 lipca        | 32                                 | 3.228=103.296 km                   | 0′35:19.101                        | 175.483 km/h                       | Ricardo Sperafico | Ricardo Sperafico | Thomas Biagi         |
| 6      | Donington Park | 6 sierpnia      | ?                                  | ? km                               | 0′37:16.669                        | ? km/h                             | Ricardo Sperafico | Ricardo Sperafico | Thomas Biagi         |
|        | Assen          | 20 sierpnia     | Wyścig nie zaliczany do mistrzostw | Wyścig nie zaliczany do mistrzostw | Wyścig nie zaliczany do mistrzostw | Wyścig nie zaliczany do mistrzostw |                   |                   |                      |
| 7      | Pergusa-Enna   | 9 września      | 21                                 | 4.950=103.95 km                    | 0′33:18.404                        | 187.259 km/h                       | Darren Manning    | Darren Manning    | Darren Manning       |
| 8      | Misano         | 22 października | ?                                  | ? km                               | 0′33:48.550                        | ? km/h                             | Ricardo Sperafico | Ricardo Sperafico | Warren Hughes        |

## Klasyfikacja kierowców
Punktacja wyścigu: 10-6-4-3-2-1 (sześć pierwszych pozycji)

| Legenda oznaczeń w tabelach wyników Wyświetl szablon na nowej stronie | Legenda oznaczeń w tabelach wyników Wyświetl szablon na nowej stronie                                                                     |
| Oznaczenie                                                            | Wyjaśnienie |
| --------------------------------------------------------------------- | --- |
| Złoty                                                                 | Zwycięzca lub mistrzostwo |
| Srebrny                                                               | 2. miejsce lub wicemistrzostwo |
| Brązowy                                                               | 3. miejsce lub II wicemistrzostwo |
| Zielony                                                               | Ukończył, punktował (w klasyfikacji generalnej, gdy zdobył co najmniej jeden punkt na przestrzeni sezonu, poza trzema powyższymi opcjami) |
| Niebieski                                                             | Ukończył, nie punktował (w klasyfikacji generalnej, gdy nie zdobył co najmniej jednego punktu na przestrzeni sezonu)                      |
| Czerwony                                                              | Nie zakwalifikował się (NZ) |
| Czerwony                                                              | Nie prekwalifikował się (NPK) |
| Różowy                                                                | Nie ukończył (NU) |
| Różowy                                                                | Niesklasyfikowany (NS) (w klasyfikacji generalnej, gdy nie został sklasyfikowany w żadnym wyścigu sezonu)                                 |
| Czarny                                                                | Zdyskwalifikowany (DK) |
| Czarny                                                                | Wykluczony (WYK/EX) |
| Biały                                                                 | Nie wystartował (NW) |
| Biały                                                                 | Kontuzjowany (K/INJ) |
| Biały                                                                 | Wyścig odwołany (OD/C) |
| Bez koloru                                                            | Został wycofany (WYC/WD) |
| Bez koloru                                                            | Nie przybył (NP/DNA) |
| Bez koloru                                                            | Nie brał udziału w treningach (NT/DNP) |
| Bez koloru                                                            | Nie został zgłoszony (–) |
| Pogrubienie                                                           | Start z pole position |
| Kursywa                                                               | Najszybsze okrążenie wyścigu |
| †                                                                     | Nie ukończył, ale jego rezultat został zaliczony ze względu na przejechanie więcej niż 90% dystansu wyścigu.                              |
| *                                                                     | Sezon w trakcie |
| 1/2/3                                                                 | Punktowana pozycja w sprincie kwalifikacyjnym                                                                                             |
| Lista systemów punktacji Formuły 1                                    | |

| Pozycja | Kierowca              | Zespół                                         | ACI | MUG | IMO | MON | ACI | DON | PER | MIS | Punkty |
| ------- | --------------------- | ---------------------------------------------- | --- | --- | --- | --- | --- | --- | --- | --- | ------ |
| 1       | Ricardo Sperafico     | ADM Competizione                               | –   | 10  | 3   | –   | 10  | 10  | 3   | 10  | 46     |
| 2       | Warren Hughes         | Arden Team Russia                              | 4   | –   | 10  | 10  | –   | 6   | 1   | 6   | 37     |
| 3       | Gabriele Lancieri     | Sighinolfi Autosport                           | 10  | 3   | 6   | 2   | 6   | 1   | –   | –   | 28     |
| 4       | Rodrigo Sperafico     | Draco Junior Team                              | 6   | 1   | 4   | 4   | 1   | 3   | –   | 3   | 22     |
| 5       | Thomas Biagi          | GP Racing                                      | 3   | 6   | –   | –   | –   | 2   | 4   | –   | 15     |
| 6       | Darren Manning        | Arden Team Russia                              | –   | –   | –   | –   | –   | –   | 10  | 4   | 14     |
|         | Gianluca Calcagni     | Monaco Motorsport                              | –   | –   | 1   | 2   | 2   | –   | 6   | –   | 12     |
| 8       | Manuel Gião           | Monaco Motorsport                              | 1   | –   | 2   | 1   | –   | 4   | 2   | –   | 10     |
| 9       | „Babalus”             | First Grand Prix/Traini Corse                  | –   | 4   | –   | –   | 4   | –   | –   | –   | 8      |
| 10      | Tomas Scheckter       | da Vinci Team                                  | –   | –   | –   | 6   | –   | –   | –   | –   | 6      |
| 11      | Gabriele Varano       | Team Ghinzani                                  | –   | –   | –   | –   | 3   | –   | –   | –   | 3      |
| 12      | Marcelo Battistuzzi   | Monaco Motorsport Junior Team                  | 2   | –   | –   | –   | –   | –   | –   | –   | 2      |
|         | Giovanni Montanari    | Durango Benetton Junior Team                   | –   | 2   | –   | –   | –   | –   | –   | –   | 2      |
|         | Soheil Ayari          | Durango Benetton Junior Team                   | –   | –   | –   | –   | –   | –   | –   | 2   | 2      |
| 15      | Michele Spoldi        | Durango Benetton Junior Team                   | –   | –   | –   | –   | –   | –   | –   | 1   | 1      |
| 16      | Sascha Bert           | Orbit Motorsport Sighinolfi Autoracing         | –   | –   | –   | –   | –   | –   | –   | –   | 0      |
| 17      | Leonardo Nienkötter   | Draco Junior Team                              | –   | –   | –   | –   | –   | –   | –   | –   | 0      |
| 18      | Danilo Rossi          | Orbit Motorsport Monaco Motorsport Junior Team | –   | –   | –   | –   | –   | –   | –   | –   | 0      |
| 19      | Salvatore Tavano      | B & C Competition/New Alex ADM Competizione    | –   | –   | –   | –   | –   | –   | –   | –   | 0      |
| 20      | Wiktor Masłow         | Arden Team Russia                              | –   | –   | –   | –   | –   | –   | –   | –   | 0      |
| 21      | Derek Hill            | da Vinci Team                                  | –   | –   | –   | –   | –   | –   | –   | –   | 0      |
| 22      | Yann Goudy            | Monaco Motorsport Junior Team                  | –   | –   | –   | –   | –   | –   | –   | –   | 0      |
| 23      | Andrej Pavicevic      | Durango Benetton Junior Team                   | –   | –   | –   | –   | –   | –   | –   | –   | 0      |
| 24      | Gabriele Gardel       | GP Racing                                      | –   | –   | –   | –   | –   | –   | –   | –   | 0      |
| 25      | Mark Shaw             | da Vinci Team                                  | –   | –   | –   | –   | –   | –   | –   | –   | 0      |
| 26      | Paolo Ruberti         | ADM Competizione                               | –   | –   | –   | –   | –   | –   | –   | –   | 0      |
| 27      | Ángel Burgueño        | Team Ghinzani                                  | –   | –   | –   | –   | –   | –   | –   | –   | 0      |
| 28      | Luca Vacis            | Team Ghinzani                                  | –   | –   | –   | –   | –   | –   | –   | –   | 0      |
| 29      | Giandomenico Brusatin | da Vinci Team                                  | –   | –   | –   | –   | –   | –   | –   | –   | 0      |
| 30      | Nikolaus Stremmenos   | First Grand Prix/Traini Corse                  | –   | –   | –   | –   | –   | –   | –   | –   | 0      |
| 31      | Marco Cioci           | First Grand Prix/Traini Corse                  | –   | –   | –   | –   | –   | –   | –   | –   | 0      |
| 32      | Stefano Comandini     | B & C Competition/New Alex                     | –   | –   | –   | –   | –   | –   | –   | –   | 0      |
| 33      | Angelo Lancelotti     | First Grand Prix/Traini Corse                  | –   | –   | –   | –   | –   | –   | –   | –   | 0      |
| 34      | Thomas Blainer        | B & C Competition/New Alex                     | –   | –   | –   | –   | –   | –   | –   | –   | 0      |
| 35      | Giorgio Vinella       | da Vinci Team                                  | –   | –   | –   | –   | –   | –   | –   | –   | 0      |
| 36      | Dino Morelli          | Durango Benetton Junior Team                   | –   | –   | –   | –   | –   | –   | –   | –   | 0      |
| 37      | Massimo Comelli       | da Vinci Team                                  | –   | –   | –   | –   | –   | –   | –   | –   | 0      |
| 38      | Peter Sundberg        | Team Ghinzani                                  | –   | –   | –   | –   | –   | –   | –   | –   | 0      |
| 39      | Paolo Montin          | Monaco Motorsport Junior Team                  | –   | –   | –   | –   | –   | –   | –   | –   | 0      |
| 40      | Marco de Iturbe       | Team Ghinzani                                  | –   | –   | –   | –   | –   | –   | –   | –   | 0      |
| Pozycja | Kierowca              | Zespół                                         | ACI | MUG | IMO | MON | ACI | DON | PER | MIS | Punkty |